# 総務省 電波利用 電子申請・届出システム Lite
総務省 電波利用 電子申請・届出システム Lite（そうむしょう　でんぱりよう でんししんせい・とどけでシステム Lite）とは、総務省が提供しているアマチュア無線の電波利用を申請及び届け出ができるWebサイトである。総務省　電波利用　電子申請届け出システムとは別物である。具体的には総務省　電波利用　電子申請　届出システムは電子署名方式を採用しているのに対しLiteはID、パスワード方式を採用している点などである。
通称「Lite」。
申請や届け出の料金が、通常の申請方式に比べ約30%安くなっている。
電波利用料や申請や届け出の料金等が、Pay-easyでの納付が可能である。

## 利用方法
インターネット上で登録することで利用できる。(登録には無線従事者免許証もしくは無線局免許状が必要である。)

## 推奨環境
| 基本ソフトウェア(OS)           | ブラウザ                                     |
| ------------------------------ | -------------------------------------------- |
| Windows 10(デスクトップモード) | Microsoft Edge(Chromium)及びFirefox 49.0以上 |
| iOS                            | iOS Safari 12以上                            |
| Android                        | Google Chrome 68以上                         |